# Tempesta de neu al mar
Tempesta de neu al mar (títol complet en anglès: Snow Storm - Steam-Boat off a Harbour's Bouth, fent senyals a Shallow Water). Quadre a l'oli sobre llenç de 91.5 x 122 cm. propietat de la "Tate Collection London".
El quadre representa un vaixell de rodes amb paletes situades generalment a banda i banda del buc, o a la popa, atrapat en una tempesta de neu. Aquesta pintura marina mostra el pintor de l'època romàntica d'una tempesta de neu sobre l'aigua en el seu millor moment, desenvolupant plenament la audàcia i atrevida fantasia romàntica de Turner. Turner era inigualable en representar el món natural sense dominar per la humanitat i en explorar els efectes dels elements i la batalla de les forces de la naturalesa. Turner va treballar primer com a aquarel·lista, i va començar a treballar molt després amb olis. Posteriorment va aplicar les tècniques que va aprendre en aquarel·la a les pintures a l'oli.
És típic de l'estil tardà de Turner. Les tonalitats i tons de torner es pinten en diferents capes de color, les pinzellades afegint textura a la pintura. Els colors són monocromàtics, només hi ha algunes tonalitats de gris, verd i marró, que tenen el mateix to de colors. La llum pàl·lida i platejada que envolta el vaixell crea un punt focal, atraient l'espectador al quadre. El fum de la barca de vapor s'escampa sobre el cel, creant formes abstractes de la mateixa qualitat que les ones.

El quadre és molt subjectiu per la seva època: La paleta, força limitada, i la fusió embogida de massa d'aigua i llum evoquen un estat quasi oníric. El cert, malgrat tot, és que Turner observa al detall i control tots els elements. Nomes algú amb els seus coneixements del color i de la llum podia adonar-se que s'havia de plasmar les flames de sota coberta amb el to groc llimona que neix d'esguardar per una cortina de neu. El vaixell que es sacseja perillosament en l'epicentre del remolí té una funció simbòlica, que reflecteix la convicció de Turner de què l'home resta a mercès de les forces poderoses de la natura. Turner comentà:
| « | <<No la vaig pintar perquè s'entengués, però volia mostrar com era aquesta escena; Vaig aconseguir que els mariners em fixessin al pal per observar-lo; Vaig quedar-me atordit quatre hores i no esperava escapar, però em sentia obligat a enregistrar-ho si ho fes. | » |